# Christiana Büsching

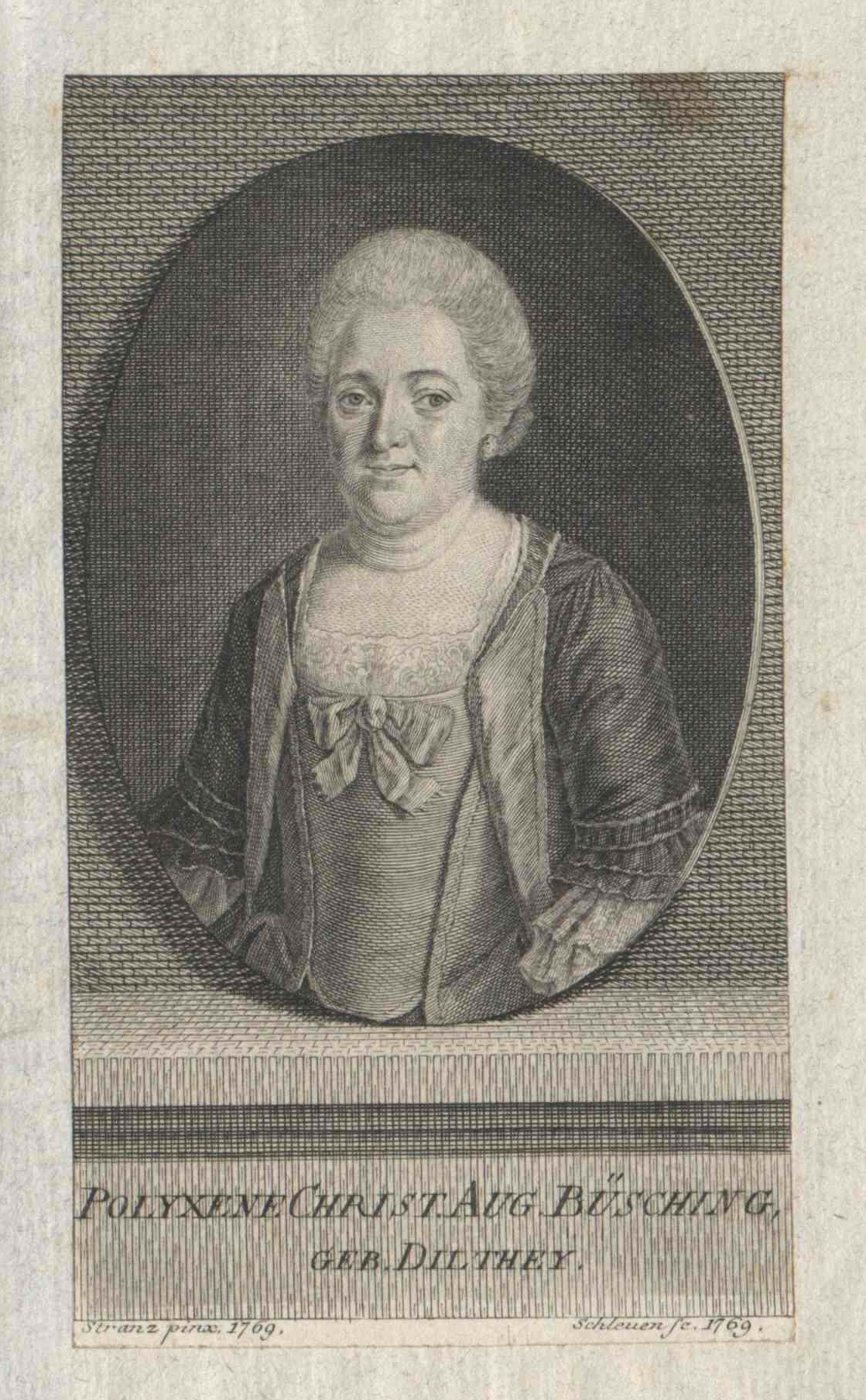
Christiana Büsching (Stich von 1769)

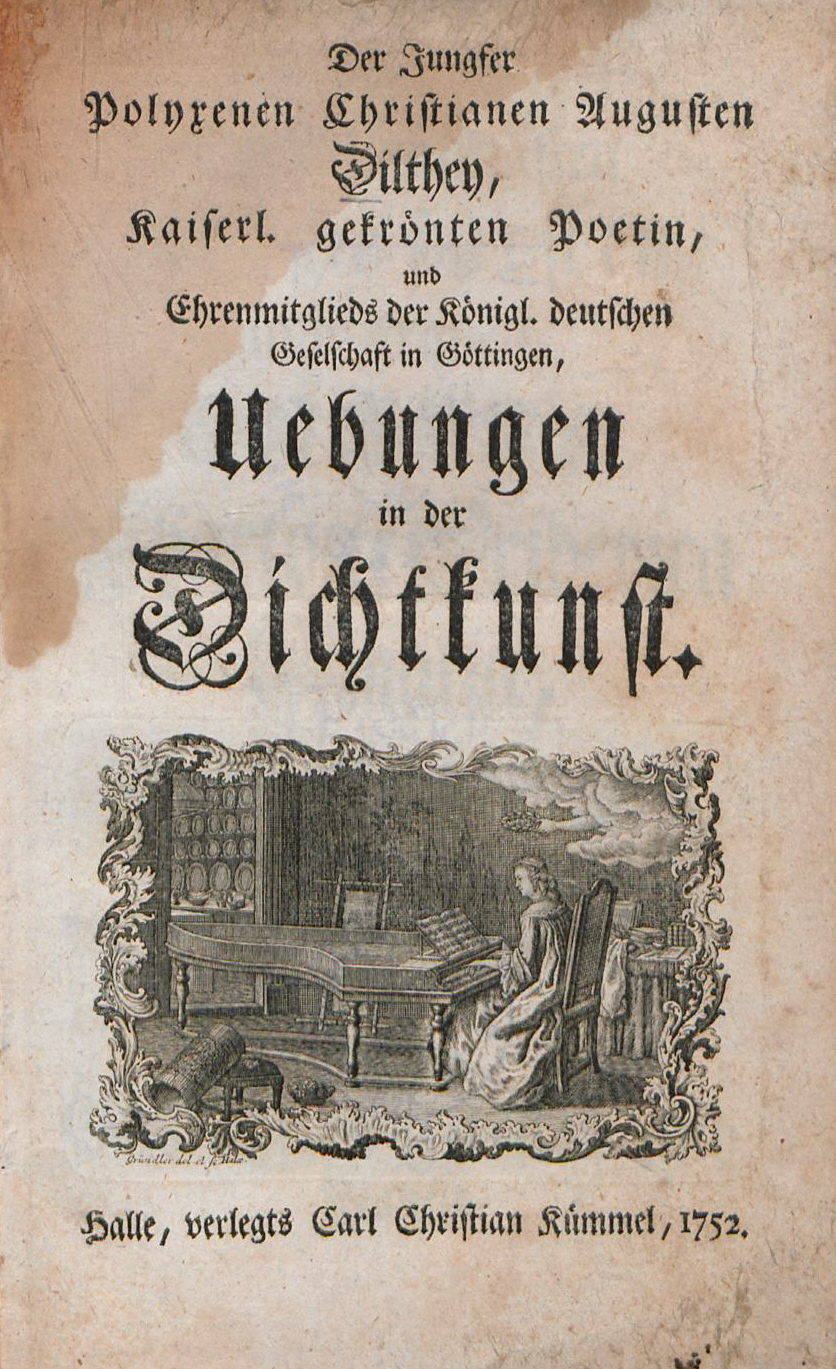
Titelblatt der Uebungen in der Dichtkunst (1752)

Christiana Büsching (auch Christiane Büsching, geborene Polyxena Christiane Auguste Dilthey; * 11. Dezember 1728 in Köthen, Anhalt; † 22. April 1777 in Berlin) war eine deutsche Lyrikerin.

## Leben
Polyxena Christiane Auguste Dilthey war die Tochter des Stallmeisters Joh. Heinr. Dilthey aus Köthen, ihre Mutter war Agnes Kath. Dilthey, geborene Weidemann. Der Theologe Leopold Friedrich August Dilthey († 1767 in Sankt Petersburg) war ihr Bruder, der Prediger und Liederdichter Isaac Daniel Dilthey (1752–1793) war ihr Neffe.
Sie galt als Frau von Geist und Bildung, spielte Klavier und sprach gut französisch. Von Kindheit an hatte sie Kontakt zu Adligen. Ihre Eltern standen in der Gunst der Prinzessin Charlotte Fried. von Nassau-Siegen, die den regierenden Grafen des Hauses Schaumburg-Lippe geheiratet hatte. Diese veranlasste sie, nach Stadthagen zu ziehen, wo sie zusammen mit ihrer Mutter drei der Grafentöchter erzog. Zu ihrem Freundeskreis gehörte Christiane Louise von Rochow.
Sie veröffentlichte mehrere Werke. Durch Förderung von Franz Dominikus Häberlin verlieh ihr die Universität Helmstedt 1751 die Dichterkrone. Die Deutsche Gesellschaft zu Göttingen ernannte sie im selben Jahr zum Ehrenmitglied. Sie war das neunte weibliche Ehrenmitglied der Gesellschaft, die Frauen nicht als Mitglieder aufnahm. Empfohlen hatte sie der Theologe und Geograf Anton Friedrich Büsching, ein Jugendfreund ihres Bruders, mit dem sie seit 1750 verlobt war. Er schrieb am 9. April 1751 an Rudolf Wedekind, den Sekretär der Gesellschaft: „Vielleicht halten Sie die Jungfer Polyxena Christiane Auguste Dilthey in Stadhagen […] vor würdig, Sie unter die Mitglieder Ihrer Deutschen Gesellschaft aufzunehmen. Sie schreibt in ungebundener Rede wie ein gelehrter, und behauptet unter den gelehrten Frauenzimmer einen ansehnlichen Platz […].“ Außerdem war sie Mitglied der adligen Brunnengesellschaft in Karlsbad. Zur Hochzeit ihres Bruders Leopold Friedrich August Dilthey am 15. Juni 1751 in Nürnberg, an der sie nicht teilnehmen konnte, schrieb sie:
Du einziger, der gleiche Blutsverwandschaft mit mir trägt,

Mein Bruder! dessen frohes Glücke mein schwesterliches Herz bewegt.

Ich sehe dort in fernen Gränzen,

Das gröste deiner Feste glänzen,

Wie gern, ach gern! wär ich dabey.

Allein ein Raum von vielen Meilen,

Verhindert mich zu Dir zu eilen,

Nur meinem Geist allein steht diese Reise frey.
Anton Friedrich Büsching gab Gedichte seiner Verlobten 1752 unter dem Titel Uebungen in der Dichtkunst heraus. Am 21. März 1755 heiratete sie Büsching in Göttingen; nach der Heirat publizierte sie nicht mehr. Von 1761 bis 1764 lebten sie in St. Petersburg, wo Christiana Büsching Katharina II kennenlernte. Ab 1766 lebten sie in Berlin. Das Ehepaar hatte sieben Kinder, darunter Johann Stephan Gottfried Büsching, langjähriger Oberbürgermeister von Berlin.
Christiana Büsching litt an einer chronischen Krankheit; ihr Mann sorgte liebevoll für sie. Um ihren Wunsch nach Spaziergängen zu erfüllen, kaufte er ein Haus mit Garten. Sie starb Anfang 1777 im Alter von 48 Jahren; ihr Mann ließ sie im heimischen Garten bei Berlin beisetzen. Nach ihrem Tod schrieb Büsching eine Biografie über seine Frau unter dem Titel Zum Gedächtnis der Frau Polyxene Christiane Auguste Büsching geb. Dilthey, von Ihrem Freund und Ehemann Anton Friedrich Büsching, die in Berlin im Jahr ihres Todes in zweiter Ausgabe erschien. Er heiratete erneut im Dezember 1777 und hatte mit seiner zweiten Frau sechs weitere Kinder.

## Spätere Rezeption
In seiner „literaturhistorischen Skizze“ Deutschlands Dichterinnen und Schriftstellerinnen von 1882 erwähnt Heinrich Gross, Professor am Deutschen Staatsgymnasium in Triest, Büschings Gedichte und nennt sie „unbedeutend“.

## Werke
- Proben poetischer Uebungen eines Frauenzimmers. Korte, Altona 1751
- Der Jungfer Polyxenen Christianen Augusten Dilthey, Kaiserl. gekrönten Poetin, und Ehrenmitglieds der Königl. deutschen Geselschaft in Göttingen, Uebungen in der Dichtkunst. Carl Christian Kümmel, Halle 1752. (urn:nbn:de:gbv:3:1-437095)